# Engenheiro técnico
Em vários países, um engenheiro técnico é um profissional certificado em engenharia, com um nível de qualificação diferente de um engenheiro. Normalmente a qualificação como engenheiro técnico é obtida na sequência da conclusão de um curso superior de curta duração ou de primeiro ciclo em engenharia.

## Espanha
Na Espanha, um engenheiro técnico é um profissional da engenharia diplomado com um curso superior de curta duração (três anos). Em comparação, um engenheiro superior é um profissional diplomado com um curso superior de longa duração (cinco anos). Antes do Processo de Bolonha, os títulos de "engenheiro técnico" e de "engenheiro superior" eram equivalentes, respectivamente, aos graus acadêmicos de "diplomado" e de "licenciado" em humanidades.
Na sequência da alteração do sistema de graus em Espanha resultante do Processo de Bolonha, os estudos superiores em engenharia técnica estão a ser substituídos pelos estudos superiores de grado em engenharia. Os anteriores engenheiros técnicos passaram a ter o título profissional de "graduados em engenharia". Em comparação, os anteriores estudos de engenharia superior estão a ser transformados em estudos de máster em engenharia.

## Portugal
Em Portugal, engenheiro técnico é a designação do título profissional, conferido ao profissional inscrito como membro, em conformidade com os preceitos do Estatuto da Ordem dos Engenheiros Técnicos (OET), e que nesta qualidade, é reconhecido como sendo possuidor da competência científica e técnica para se dedicar, ao seu nível, à aplicação das ciências e técnicas respeitantes aos diferentes ramos da engenharia nas atividades de investigação, conceção, estudo, projeto, fabrico, construção, produção, fiscalização e controlo de qualidade, incluindo a coordenação e gestão dessas atividades e outras com elas relacionadas.
O Engenheiro Técnico poderá ser assim o profissional titular de qualquer um dos graus académicos ou formações num domínio da engenharia, conferidos por uma instituição de ensino superior portuguesa, e aos titulares de um grau académico superior estrangeiro que tenha sido conferido equivalência ou que tenha sido reconhecido com o nível do mesmo grau a:
a) Bacharelato;
b) Licenciatura pós-Bolonha;
c) Licenciatura antes de Bolonha (e consequentemente os detentores de Mestrado ou Doutoramento, pois não há Mestres, nem Doutores que não sejam Licenciados, mesmo aqueles que possuem o diploma de um curso de Mestrado Integrado).
No site da OET é possível obter uma relação dos atos de engenharia que os engenheiros técnicos podem praticar.

### História
Até 1974, os técnicos de engenharia de nível intermédio eram formados nos institutos industriais. Os diplomados nesses institutos foram designados "condutores" a partir de 1913 e até 1918, "engenheiros auxiliares" entre 1918 e 1950 e "agentes técnicos de engenharia" entre 1950 e 1974. Em 1974, os institutos industriais foram transformados em institutos superiores de engenharia, passando a poder conferir os graus de bacharel, licenciado e mestre. A obtenção de um bacharelato num curso dos institutos superiores de engenharia passou a conferir o título de "engenheiro técnico". Com a criação da ANET e a publicação dos seus estatutos em 1999, o título de "engenheiro técnico" deixou de ser conferido automaticamente aos bacharéis em engenharia, só o sendo aos inscritos naquela associação. Em 2011 a ANET foi redenominada para OET - Ordem dos Engenheiros Técnicos. Em 2016 com a 2ª alteração dos seus estatutos o título de "engenheiro técnico" passou a ser conferido todos os profissionais inscritos naquela Ordem, em conformidade com o indicado acima.

### Especialidades
Os engenheiros técnicos incluem-se numa das seguintes especialidades, dependendo do curso em engenharia que concluíram:
| - Engenharia agrária, - Engenharia de ambiente, - Engenharia civil, - Engenharia eletrónica e de telecomunicações, - Engenharia de energia e sistemas de potência, - Engenharia geotécnica, - Engenharia geográfica, - Engenharia informática, | - Engenharia mecânica, - Engenharia química, - Engenharia aeronáutica, - Engenharia alimentar, - Engenharia da segurança, - Engenharia industrial e da qualidade, - Engenharia da proteção civil, - Engenharia de transportes. |

A cada uma destas especialidades corresponde um colégio de especialidade da OET, nos termos dos seus estatutos.

## Reino Unido e outros países de língua inglesa
O Conselho de Engenharia do Reino Unido (e outras instituições nos países de língua inglesa) reconhece 3 níveis de formação técnica: Engineering Technician, Engineering Technologist (ou Incorporated Engineers) e Professional Engineer, que são regulados por 3 "accords": "Dublin Accord" [en], "Sydney Accord" [en] e "Washington Accord" [en] respectivamente.
Professional Engineers (ou Chartered Engineers no Reino Unido) são regulados pelo Washington Accord. No Reino Unido um Engineering Technician (EngTech - "técnico de "engenharia") são regulados pelo Dublin Accord.
O Washigton e Sydney Accords requerem a obtenção de um curso superior com grau académico de 4 ou 3 anos de estudo. A qualificação como EngTech não requer a obtenção de um grau académico, mas apenas a um certificado ou diploma de formação profissional de 1 ou 2 anos de estudo.
Com a excepção do Canada onde o título "engineer" é protegido por lei, nos restantes países o título "engineer" e a expressão "engineering" não são protegidos por lei e são usados na designação de funções desde mecânicos até engenheiros qualificados com cursos superiores.